# Dominique Rézeau

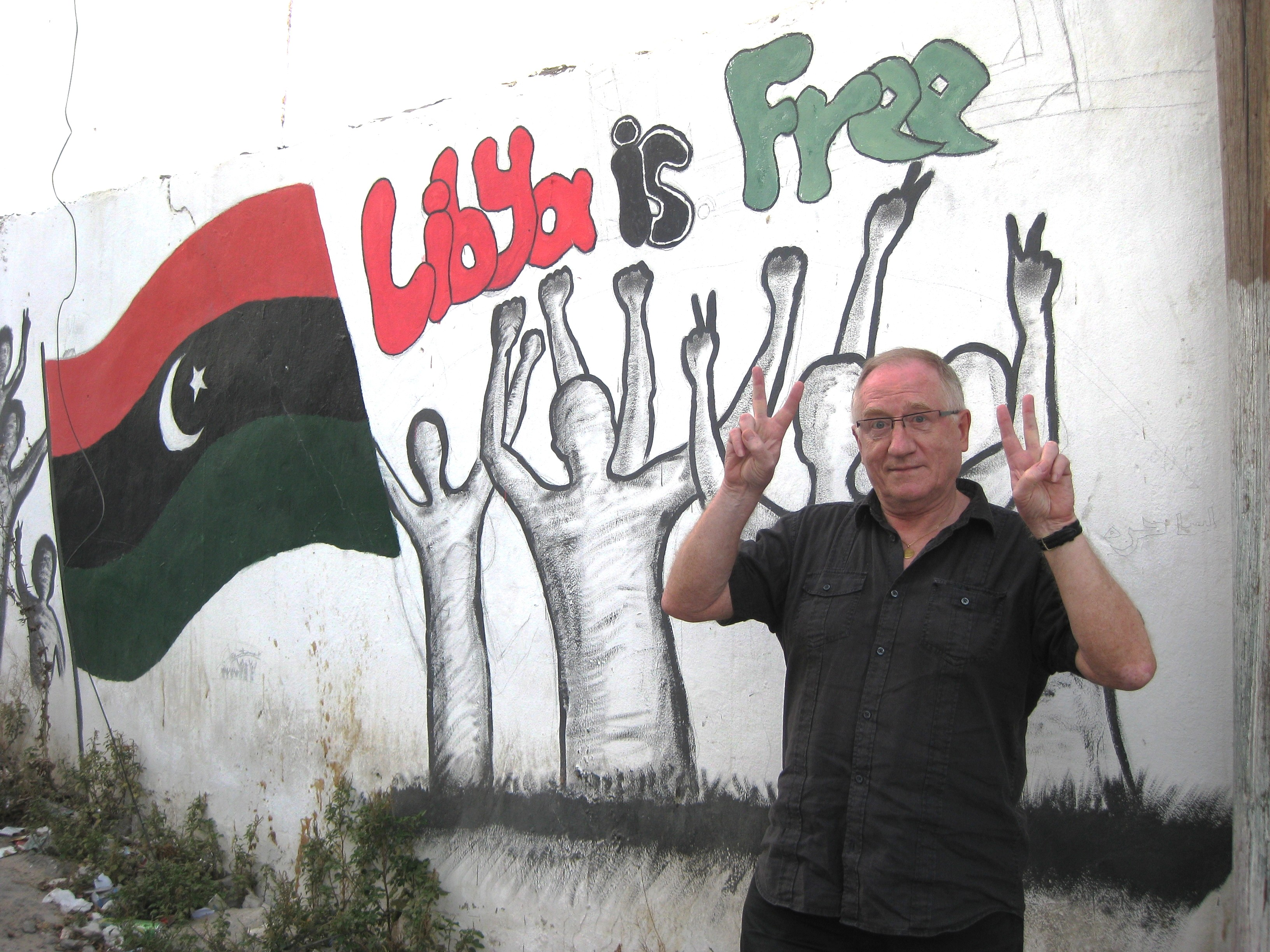
Tripoli de LIbye 2012

Dominique Rézeau, né le 19 août 1947 à Vouvant en Vendée, est un prêtre catholique, diplomate et historien français.

## Biographie
Dominique Louis Rézeau naît le 19 août 1947 à Vouvant en Vendée. Il est le cinquième d’une fratrie de six enfants. Son père travaille à la Poste et sa mère est enseignante dans une école libre. Sa famille est issue de Vendée.
Après son baccalauréat, il entre au séminaire de Luçon.
En 1967, il est à Beyrouth pour son service militaire.
Le 25 mai 1974 à Sainte-Hermine, Dominique Rezeau est ordonné prêtre pour le diocèse de Luçon par l'évêque Charles Paty. Celui-ci le nomme vicaire de la paroisse de Saint-Gilles-Croix-de-Vie.
Il est appelé à Rome en 1976 où il intègre l’Académie pontificale ecclésiastique, et soutient une thèse de doctorat en droit canonique à l’Université pontificale du Latran dont le sujet est Église et école dans l’Occident latin du Haut Moyen Âge.

### Carrière de diplomate
En 1980, il est en poste comme secrétaire de la nonciature apostolique (en) à Lima en pleine guérilla du Sentier lumineux. Dans un entretien au quotidien Ouest-France, Dominique Rézeau déclare : « ces années ont été très dures, je n'oublierai pas la tuerie des hommes que j'avais rassemblés pour la fête de Pâques et qui ont tous été massacrés à la machette ensuite ».
Trois ans plus tard, il est envoyé à Kinshasa (en), où il veille aux préparatifs du voyage du pape Jean-Paul II qui lui accorde alors le titre honorifique de chapelain de Sa Sainteté.
En 1986, il rejoint la nonciature apostolique à Berne.
Le 30 juin 1988, il remet à Marcel Lefebvre le télégramme du pape Jean-Paul II lui demandant de renoncer à la consécration de quatre évêques intégristes.
En 1989, Dominique Rézeau est affecté à Port-d’Espagne à Trinité-et-Tobago (en).
En 1992, il est en poste diplomatique à la nonciature apostolique en Colombie (en).
En 1993, le pape lui accorde le titre honorifique de prélat d’honneur de Sa Sainteté puis le nomme l’année suivante conseiller de nonciature et lui demande de rejoindre la République dominicaine (en) puis Washington.
En 1997, il est envoyé en Jordanie (en) comme chargé d'affaires a.i du Saint-Siège pour y installer une nouvelle Nonciature Apostolique.
En 1999, il est représentant permanent du Saint-Siège et chef de mission à Vienne auprès de plusieurs organisations internationales, comme l'Agence internationale de l'énergie atomique (AIEA), où il intervient lors de la 44e session de sa Conférence générale pour un usage pacifique du nucléaire.
En 2001, il est appelé à Rome pour diriger le département des droits de l’Homme et de la Méditerranée orientale à la deuxième section de la Secrétairerie d’État. En 2003, il démissionne du service diplomatique du Vatican et est nommé vicaire général du diocèse de Tunis en résidence à Carthage-La Marsa.

### En Vendée

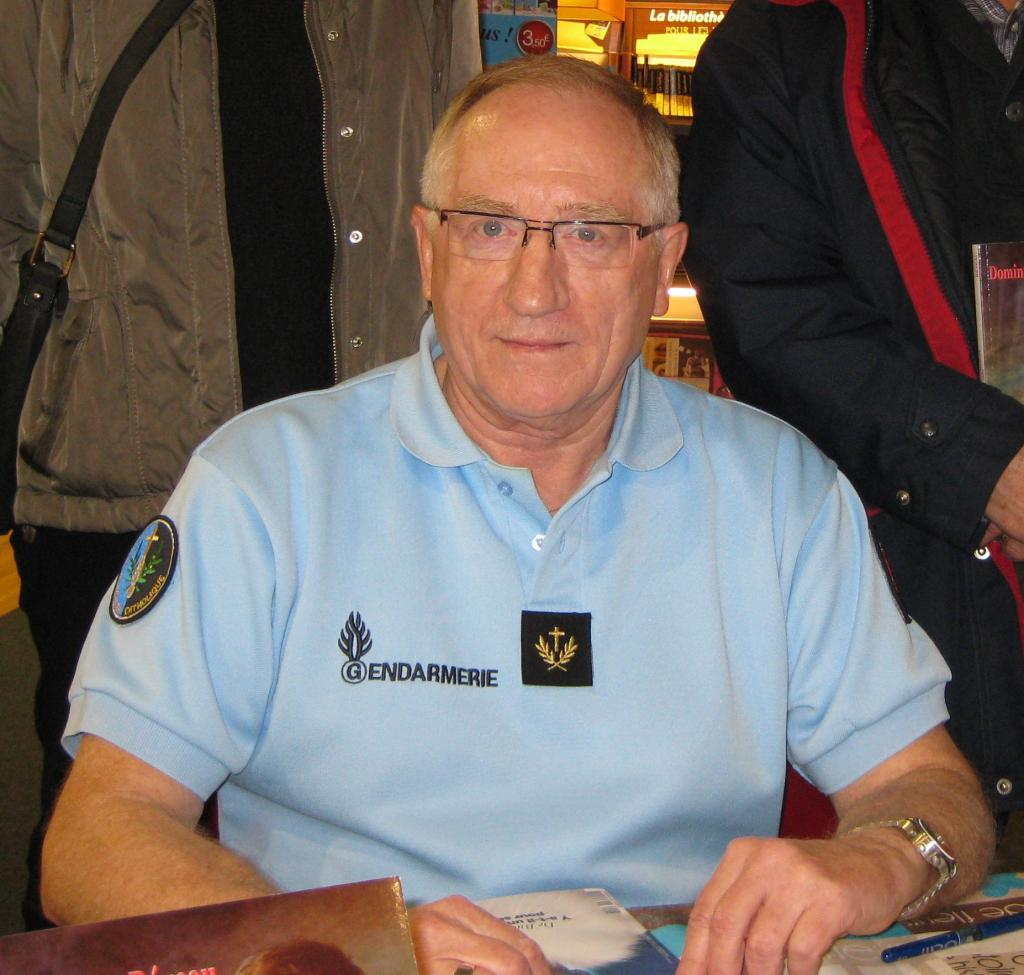
Dominique Rézeau, aumonier de la gendarmerie.

En 2006, il revient en France, où il est nommé chancelier du diocèse de Luçon ; il est également juge ecclésiastique et aumônier militaire, affecté à la gendarmerie du Groupement de la Vendée.
En 2012, il demande à partir en Libye, où vient de s'écrouler le régime du président Khadafi, pour une nouvelle mission de prêtre fidei donum au service du vicariat apostolique de Tripoli,.
À l'été 2014, il quitte la Libye en pleine insurrection et prend l'un des derniers vols depuis l'aéroport de Tripoli, détruit 48 heures plus tard. Il est alors nommé curé de la paroisse Saint-Amand de l’Île d’Yeu.
Le 25 mai 2018, il est élu membre libre de l'Académie des sciences d'outre-mer où il succède au père Philippe Antoine, prêtre de la société des Missionnaires d'Afrique.

## Ouvrages
- Le journal (1878-1884) d’Armand Masse, missionnaire apostolique, t. 1 : De la Vendée aux Caraïbes', éditions L’Harmattan, 1995 (ISBN 2-73843-152-6)
- Le journal (1878-1884) d’Armand Masse, missionnaire apostolique, t. 2 : De la Vendée aux Caraïbes, éditions L’Harmattan, 1995 (ISBN 2-73843-151-8)
- Le gendarme de Napoléon qui arrêta le Pape (préf. Jean Tulard), éditions SPE Barthélémy, 2012 (ISBN 2-91283-848-7)Prix Histoire de la Gendarmerie nationale 2012[11]
- Tripoli de Barbarie – Consuls de France et missionnaires, Editions de la Régence, 2014 (ISBN 2-95495-510-4)
- Libya Free : Dix-huit mois à Tripoli, Editions de la Régence, 2015 (ISBN 978-2-95495-512-4)
- Chemin de Croix (ill. Jean-Olivier Héron), Pierre Téqui éditeur, 2019 (ISBN 2-74032-137-6)

## Décorations
- Chevalier de l'ordre national du Mérite (2003)[12]
- Chevalier dans l'Ordre de la Légion d'Honneur (2021)[13].